# Paul Deydier
Paul Deydier fue un deportista francés que compitió en esgrima, especialista en la modalidad de espada. Ganó dos medallas en el Campeonato Mundial de Esgrima de 1935, oro en la prueba por equipos y plata en individual.

## Palmarés internacional
| Campeonato Mundial | Campeonato Mundial | Campeonato Mundial | Campeonato Mundial |
| Año                | Lugar              | Medalla            | Prueba             |
| ------------------ | ------------------ | ------------------ | ------------------ |
| 1935               | Lausana (Suiza)    | Medalla de oro     | Espada por equipos |
| 1935               | Lausana (Suiza)    | Medalla de plata   | Espada individual  |